# シクステン・セゾン

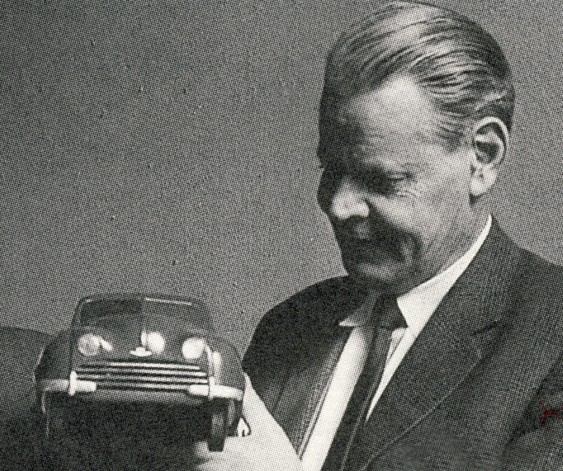
サーブ・92のモデルを手にするシクステン・セゾン（1959年）

シクステン・セゾン（Sixten Sason、1912年 – 1967年）は、スウェーデンのカーデザイナー、インダストリアルデザイナーである。

## 経歴
シクステン・セゾン（日本では「シクステン・サソン」とも表記される）はデザイナーとしてのペンネームで、本名は Karl-Erik Sixten Andersson である。
セゾンは第2次世界大戦中に航空機の設計技師としてサーブで働き始めた。
戦後、彼は後にサーブ初の自動車となるサーブ・92の開発計画である「プロジェクト92」に参加するように要請され、開発過程で、航空技術の影響を受けたアバンギャルドな流線型乗用車の基本デザインを作り上げた。その産物であるサーブ・92は1949年に量産が始まった。
その後もセゾンはサーブに残り、サーブ・93、サーブ・95、サーブ・96、サーブ・99そして最初のサーブ・ソネットのデザインを施した。それらはいずれも一貫して通底したモチーフを備え、前輪駆動の小型車という基本パッケージングに則って、空気抵抗の低減と個性とを両立させた製品であった。
セゾンが具現化した多くのユニークなデザイン要素（特にサーブ・99に取り入れられた）は、1970年代以降もサーブ・デザインに大きな影響を与え、現在のサーブのデザイン言語にまで波及し続けている。サーブ車の既存の美的感覚の破壊、巧妙さ、気まぐれといった名声・世評は彼の作品に起源を持つものである。
セゾンはサーブ製品のみならず、エレクトロラックスやハッセルブラッド（1949年に彼はこの会社の最初の市販カメラをデザインした）や、大手機械・車両メーカーであるハスクバーナの民生品のデザインも手掛けた。

## 代表作

### サーブ
- サーブ・92（1949年）
- サーブ・93（1955年）
- サーブ・ソネット（1956年）
- サーブ・95（1959年）
- サーブ・96（1960年）
- サーブ・カテリーナ（1964年）
- サーブ・99（1968年）

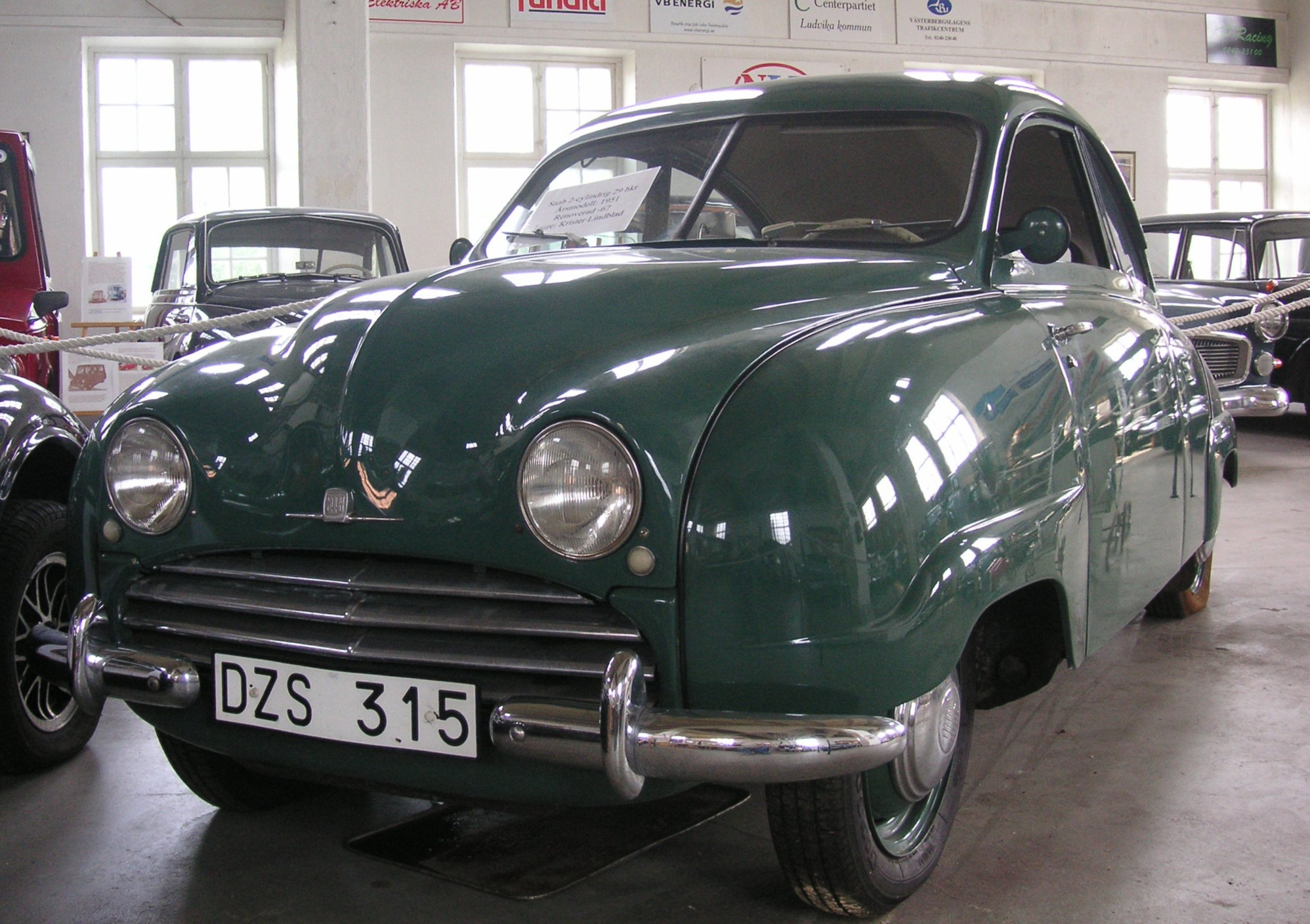
サーブ・92
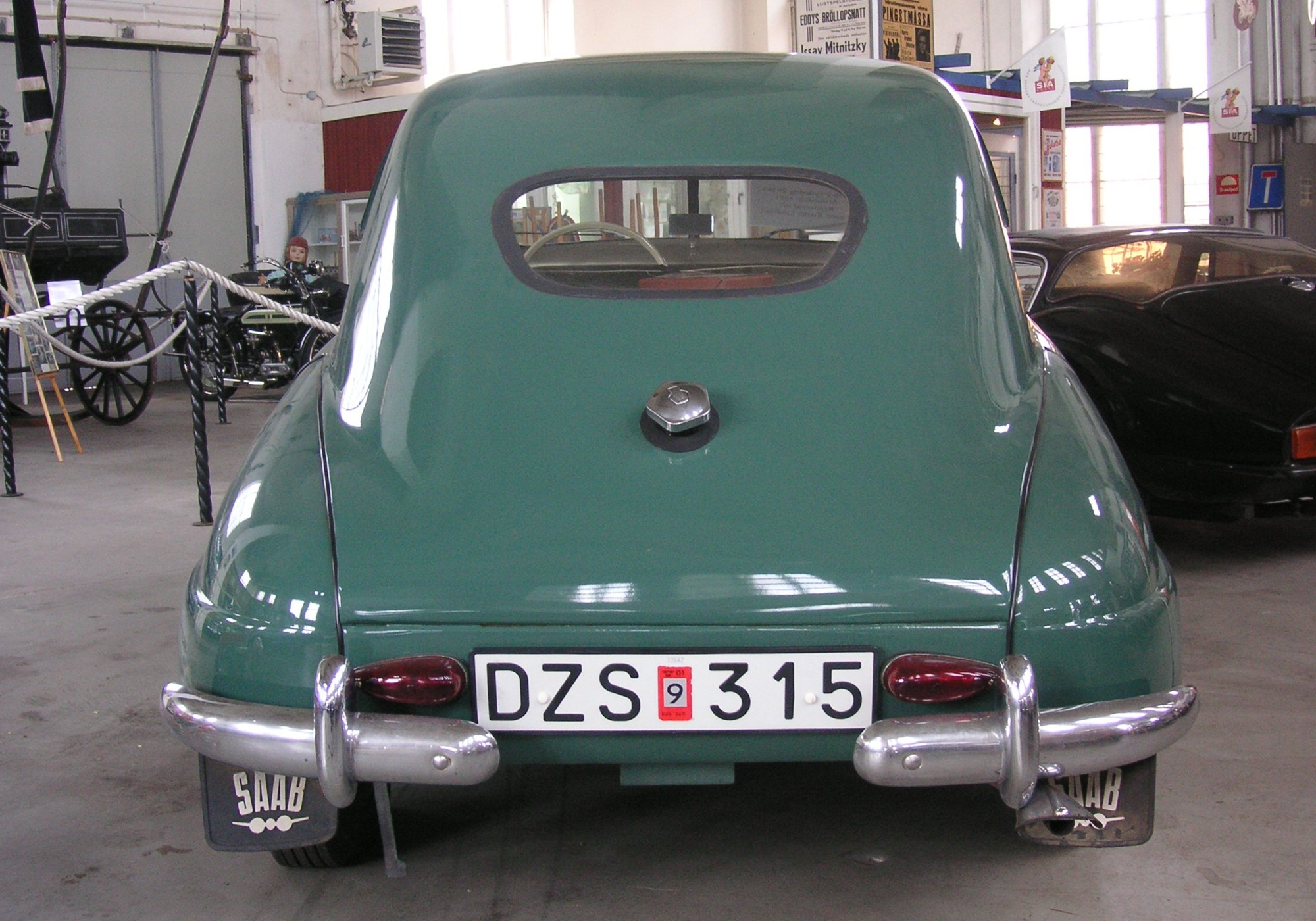
サーブ・92
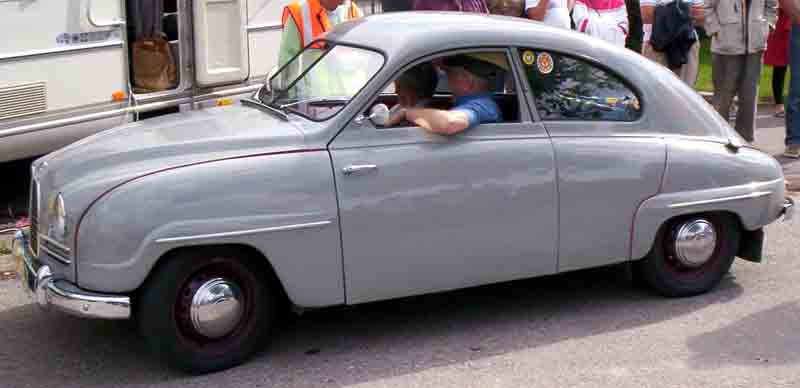
サーブ・93
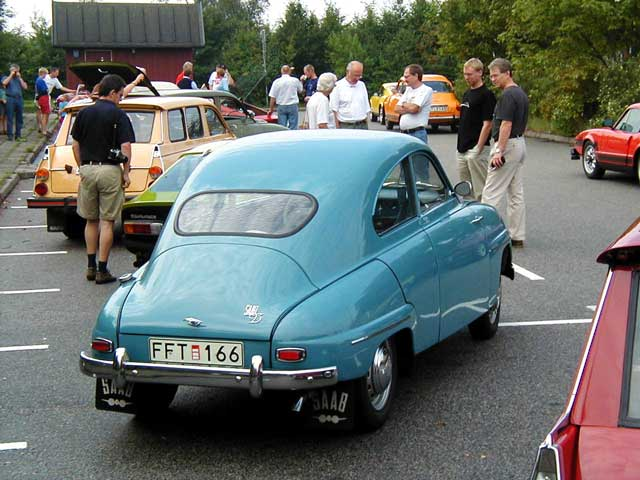
サーブ・93
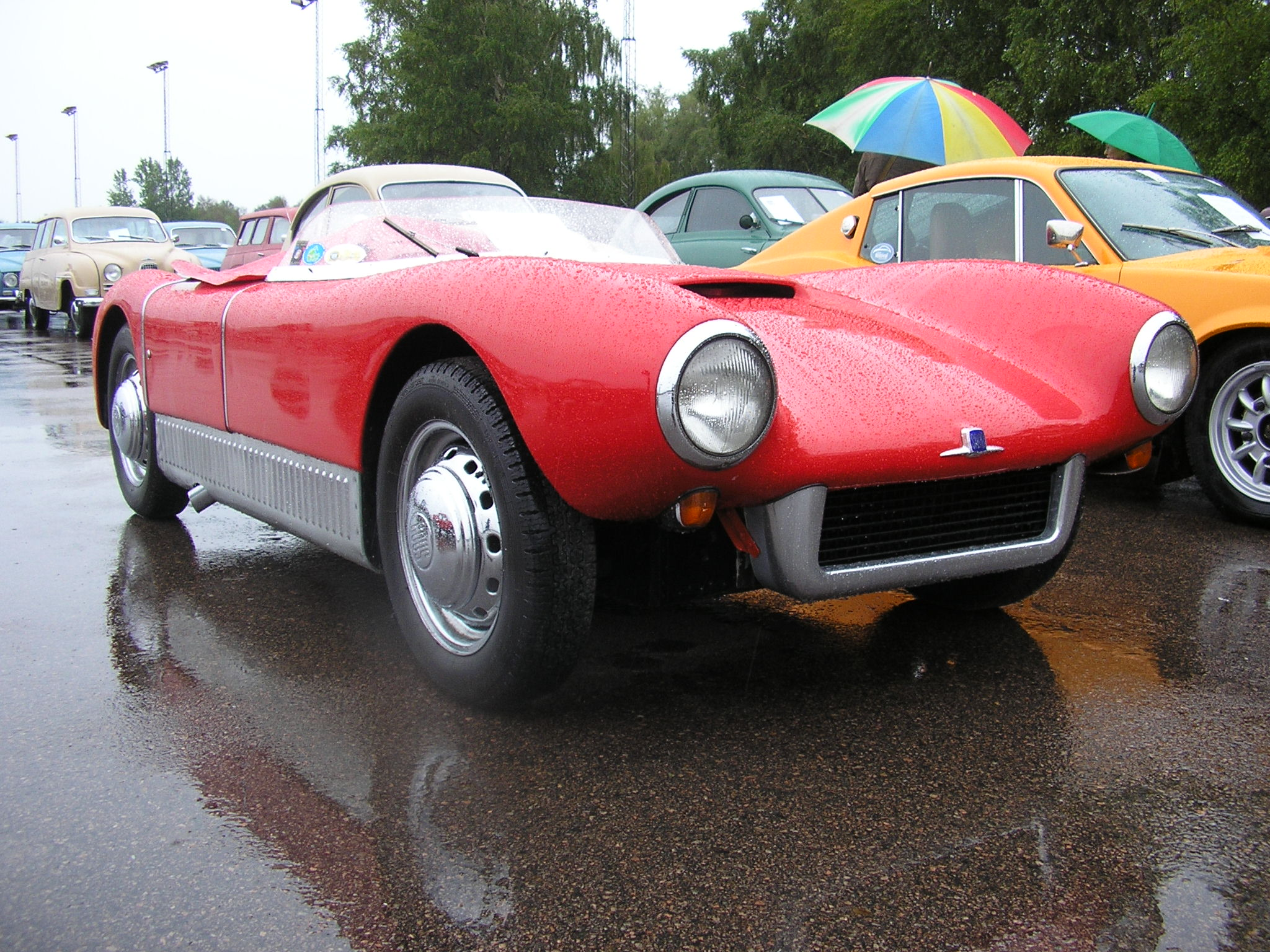
サーブ・ソネットMk1
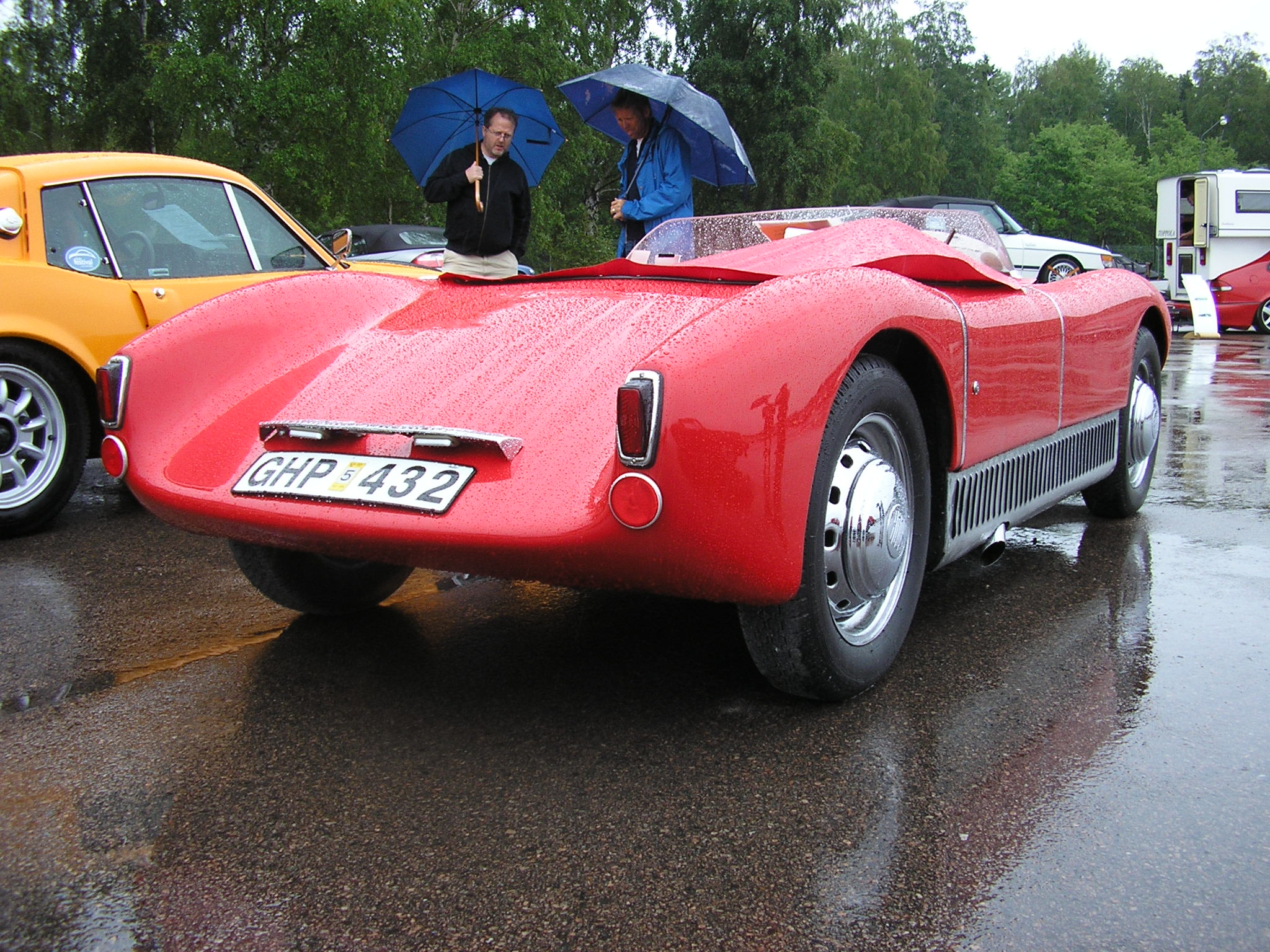
サーブ・ソネットMk1
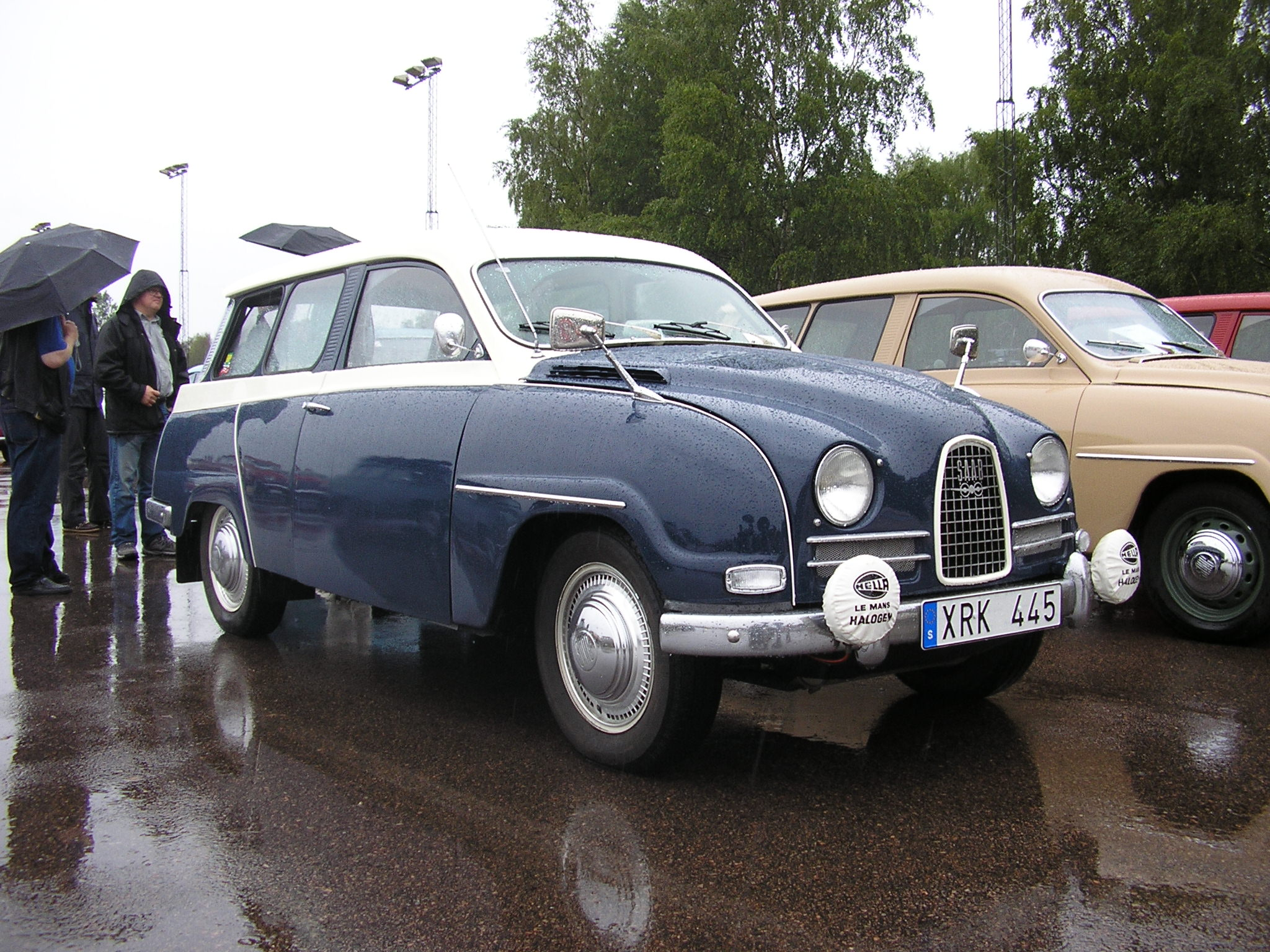
サーブ・95
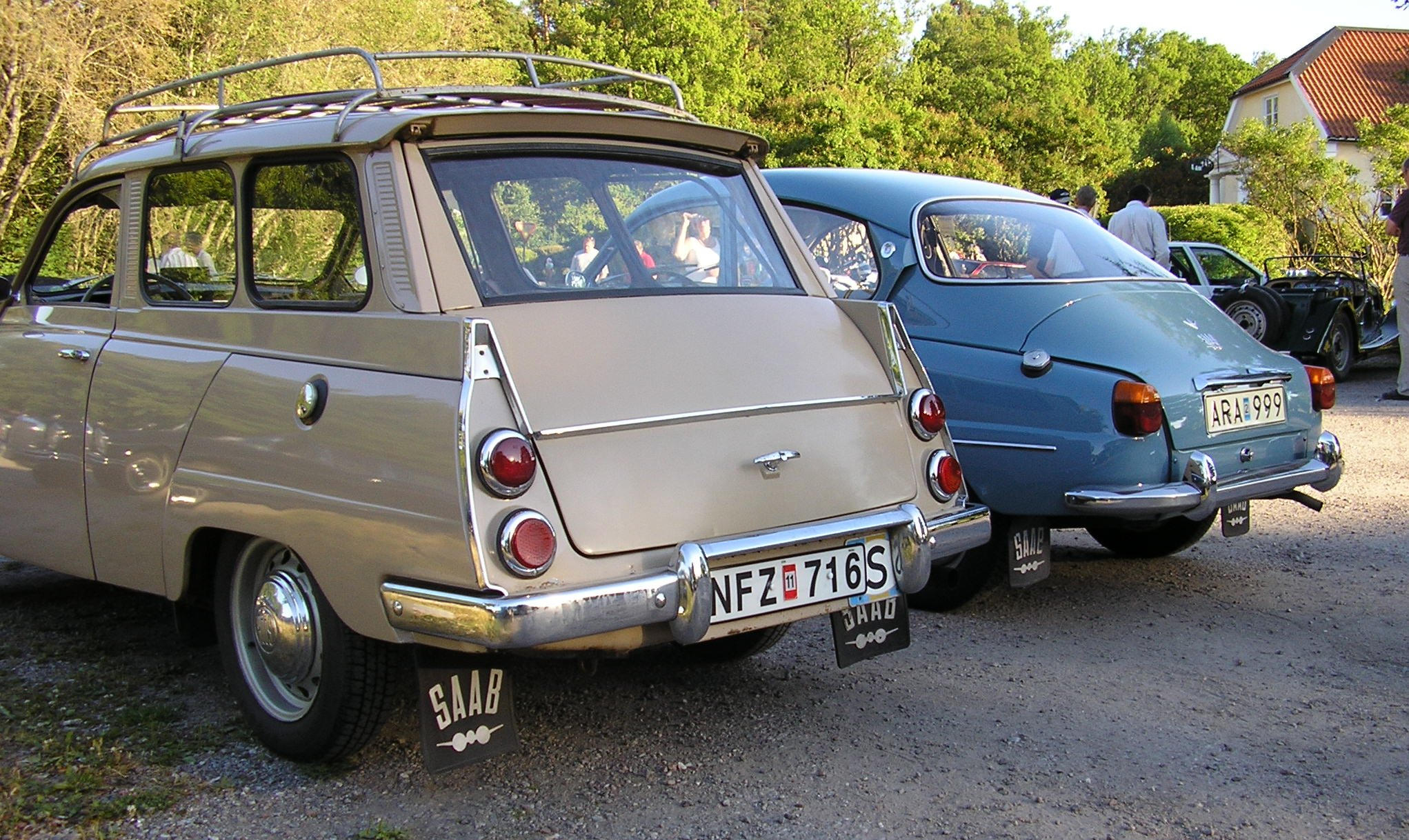
サーブ・95
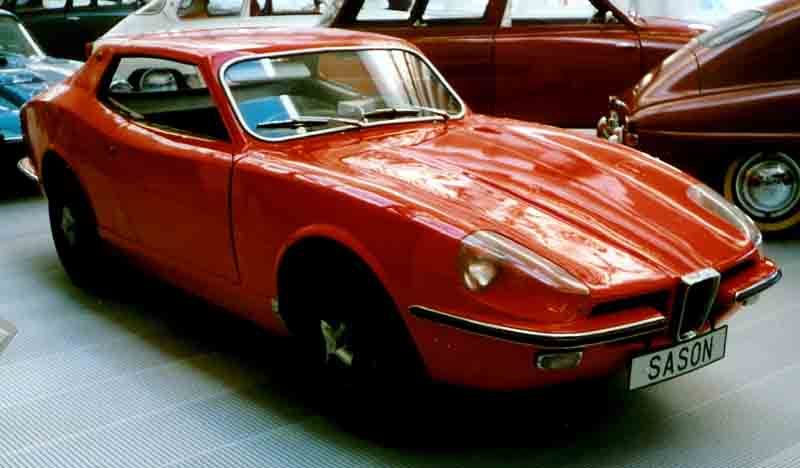
サーブ・カテリーナ
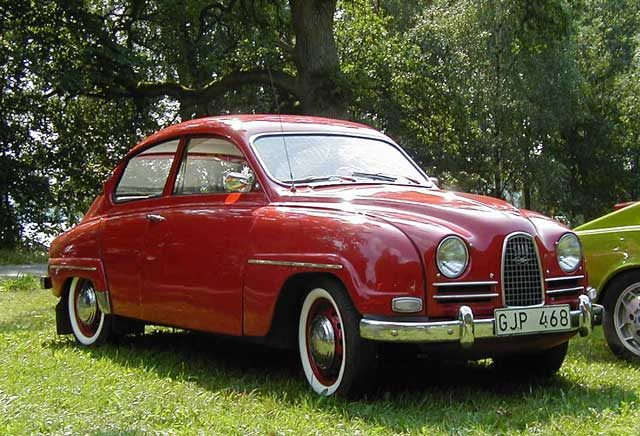
サーブ・96
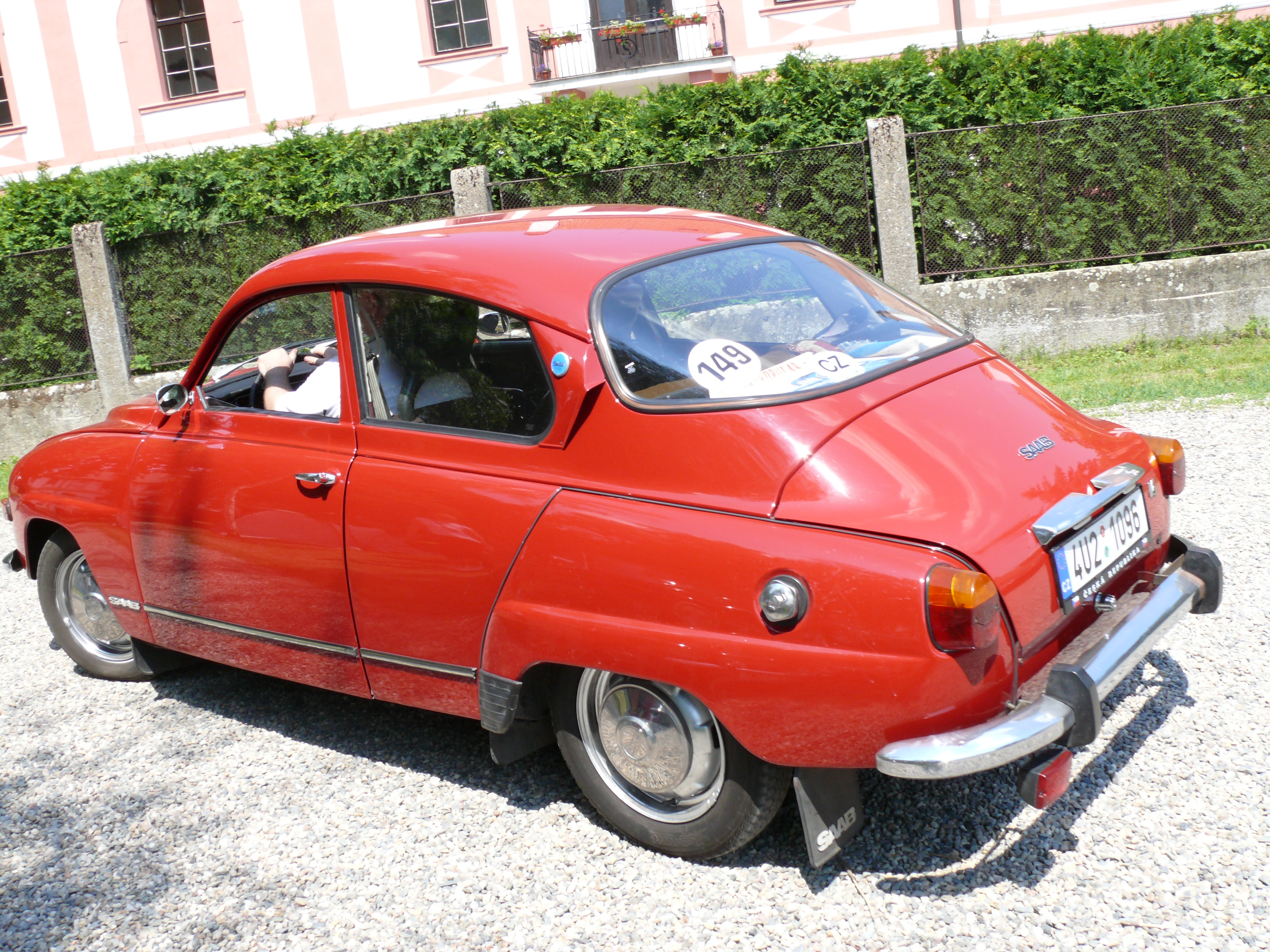
サーブ・96
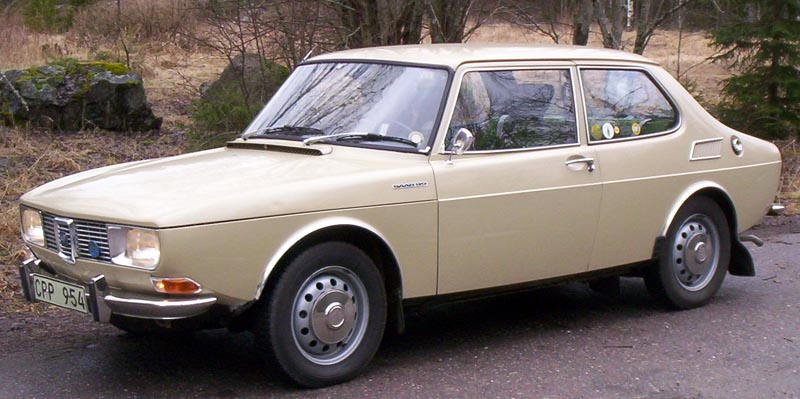
サーブ・99
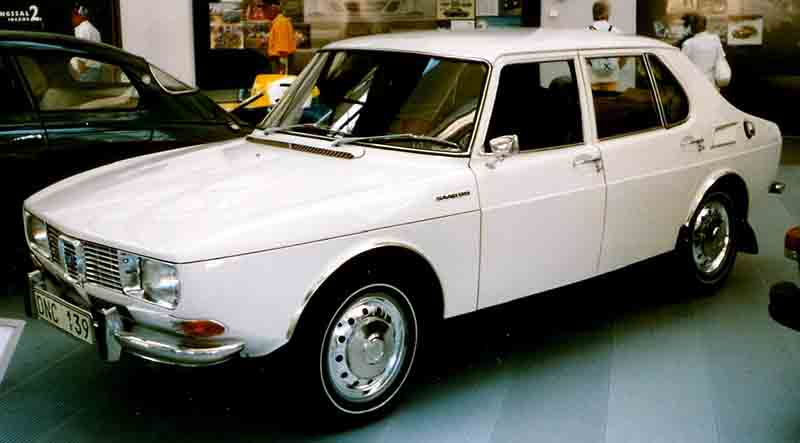
サーブ・99

### その他[1]
- ハッセルブラッド・1600F カメラ（1949）
- ハスクバーナ・Silverpilen オートバイ（1955）
- モナーク・Monarscoot スクーター（1957）
- エレクトロラックス・Z70 真空掃除機（1957）

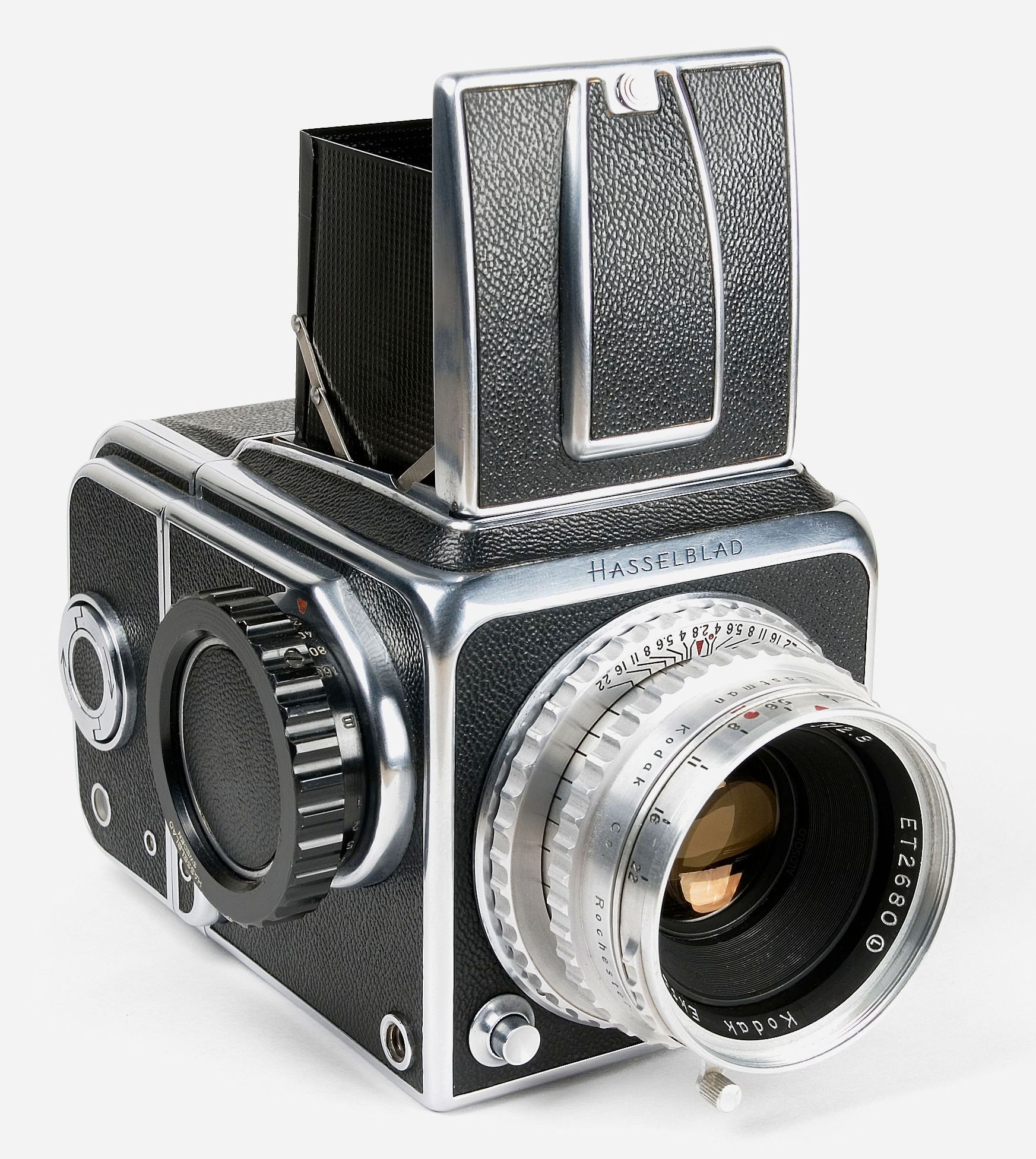
ハッセルブラッド・1600F
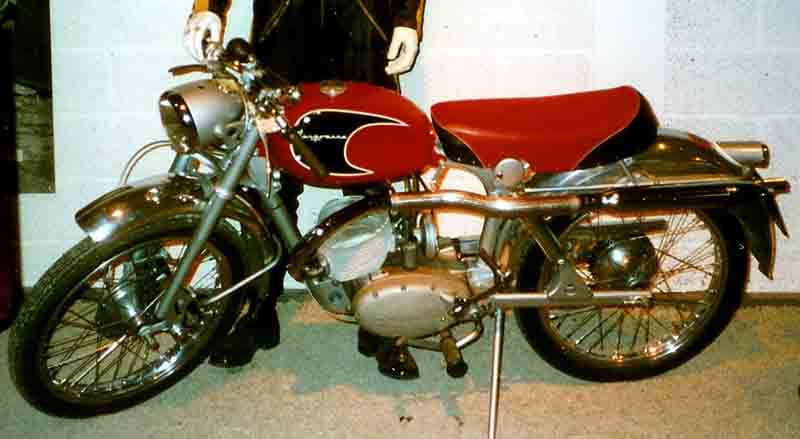
ハスクバーナ・Silverpilen
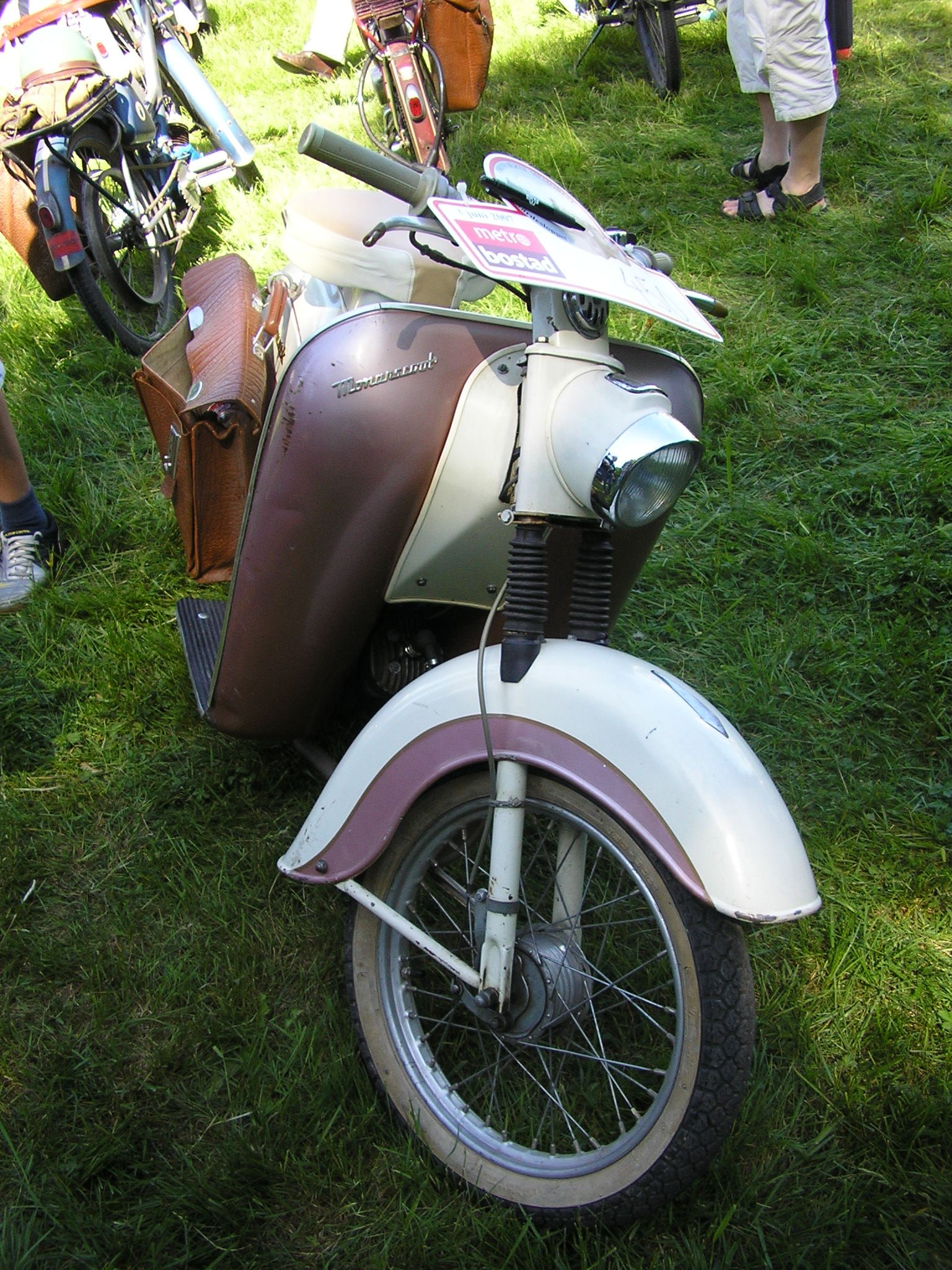
モナーク・Monarscoot